# Ptisana fraxinea
Ptisana fraxinea är en kärlväxtart som först beskrevs av James Edward Smith, och fick sitt nu gällande namn av Murdock. Ptisana fraxinea ingår i släktet Ptisana och familjen Marattiaceae.

## Underarter
Arten delas in i följande underarter:
- P. f. robusta
- P. f. salicifolia